# Liste der Bodendenkmäler im Frauenforst
Auf dieser Seite sind die Bodendenkmäler in dem niederbayerischen gemeindefreien Gebiet Frauenforst zusammengestellt. Diese Tabelle ist eine Teilliste der Liste der Bodendenkmäler in Bayern. Grundlage ist die Bayerische Denkmalliste, die auf Basis des Bayerischen Denkmalschutzgesetzes vom 1. Oktober 1973 erstmals erstellt wurde und seither durch das Bayerische Landesamt für Denkmalpflege geführt wird. Die folgenden Angaben ersetzen nicht die rechtsverbindliche Auskunft der Denkmalschutzbehörde.

| Lage                   | Objekt                                                                              | Akten-Nr.     | Bild |
| ---------------------- | ----------------------------------------------------------------------------------- | ------------- | ---- |
| Frauenforst (Standort) | Grabhügel der Bronzezeit.                                                           | D-2-7037-0135 |      |
| Frauenforst (Standort) | Siedlung der späten Latènezeit. Meilergrube der karolingisch-ottonischen Zeit.      | D-2-7037-0151 |      |
| Frauenforst (Standort) | Schürfgrubenfeld vor- und frühgeschichtlicher Zeitstellung oder des Mittelalters.   | D-2-7037-0156 |      |
| Frauenforst (Standort) | Schürfgrubenfeld vor- und frühgeschichtlicher Zeitstellung oder des Mittelalters.   | D-2-7037-0157 |      |
| Frauenforst (Standort) | Schürfgrubenfelder vor- und frühgeschichtlicher Zeitstellung oder des Mittelalters. | D-2-7037-0158 |      |
| Frauenforst (Standort) | Schürfgrubenfelder vor- und frühgeschichtlicher Zeitstellung oder des Mittelalters. | D-2-7037-0159 |      |
| Frauenforst (Standort) | Höhle „Grundlose Grube“ mit vorgeschichtlichen Siedlungsfunden.                     | D-2-7037-0161 |      |
| Frauenforst (Standort) | Schürfgrubenfelder vor- und frühgeschichtlicher Zeitstellung oder des Mittelalters. | D-2-7037-0209 |      |